# Rhaebo atelopoides
Rhaebo atelopoides é uma espécie de sapo da família Bufonidae. Ele é endêmico na Colômbia. Seu habitat natural são as florestas úmidas de montanha tropicais e subtropicais. 